# San Juan Ixcoy
San Juan Ixcoy est une ville du Guatemala dans le département de Huehuetenango.